# تیماهوم
تیماهوم (انگلیسی: Temahome) شرکت لوازم خانگی پرتغالی است، که در سال ۱۹۸۱ تأسیس شد.